# Warsama Hassan
Warsama Hassan Houssein (17 maart 1999) is een Djiboutiaans-Belgisch voetballer die sinds 2020 uitkomt voor ŠKF Sereď. Hassan is een middenvelder.

## Clubcarrière
Hassan begon met voetballen bij Fraiture Sports, maar sloot zich al snel aan bij de jeugdopleiding van Standard Luik, waar hij van de U8 tot de U16 vertoefde. Hij speelde er samen met onder andere Zinho Vanheusden, Adrien Bongiovanni en Thibaud Verlinden. In 2015 stapte hij over naar RC Genk, waar hij af en toe met de A-kern mocht meetrainen. Gezien de concurrentie van Sander Berge en Ibrahima Seck op zijn positie slaagde hij er niet in om door te breken bij de Limburgers, waarop hij in januari 2019 koos voor een transfer naar RFC Seraing in Eerste klasse amateurs. Daar kwam hij nauwelijks aan spelen toe in het eerst elftal, waarop hij in oktober 2020 bij de Slovaakse eersteklasser ŠKF Sereď tekende.

## Clubstatistieken
| Seizoen         | Club            | Land               | Competitie             | Competitie | Competitie | Beker | Beker | Supercup | Supercup | Europees | Europees | Totaal | Totaal |
| Seizoen         | Club            | Land               | Competitie             | Wed.       | Dlp.       | Wed.  | Dlp.  | Wed.     | Dlp.     | Wed.     | Dlp.     | Wed.   | Dlp.   |
| --------------- | --------------- | ------------------ | ---------------------- | ---------- | ---------- | ----- | ----- | -------- | -------- | -------- | -------- | ------ | ------ |
| 2018/19         | RFC Seraing     | Vlag van België    | Eerste klasse amateurs | 4          | 0          | 0     | 0     | —        | —        | —        | —        | 4      | 0      |
| 2019/20         | RFC Seraing     | Vlag van België    | Eerste klasse amateurs | 3          | 0          | 0     | 0     | —        | —        | —        | —        | 3      | 0      |
| 2020/21         | ŠKF Sereď       | Vlag van Slowakije | Fortuna Liga           | 0          | 0          | 0     | 0     | —        | —        | —        | —        | 0      | 0      |
| Carrière totaal | Carrière totaal | Carrière totaal    | Carrière totaal        | 7          | 0          | 0     | 0     | 0        | 0        | 0        | 0        | 7      | 0      |

Bijgewerkt op 16 november 2020.

## Interlandcarrière
Hassan speelde in het verleden voor de Belgische nationale jeugdteams, maar in 2019 maakte hij zijn debuut voor Djibouti. Op 4 september 2019 maakte hij zijn interlanddebuut in de WK-kwalificatiewedstrijd tegen Swaziland. In december 2019 nam hij met Djibouti deel aan de CECAFA Cup, een toernooi voor landen uit Centraal- en Oost-Afrika.
| Interlands van Warsama Hassan | Interlands van Warsama Hassan | Interlands van Warsama Hassan | Interlands van Warsama Hassan | Interlands van Warsama Hassan | Interlands van Warsama Hassan | Interlands van Warsama Hassan |
| No.                           | Datum                         | Wedstrijd                     | Uitslag                       | Soort Wedstrijd               | Doelpunten                    |                               |
| Als speler bij RFC Seraing    | Als speler bij RFC Seraing    | Als speler bij RFC Seraing    | Als speler bij RFC Seraing    | Als speler bij RFC Seraing    | Als speler bij RFC Seraing    | Als speler bij RFC Seraing    |
| ----------------------------- | ----------------------------- | ----------------------------- | ----------------------------- | ----------------------------- | ----------------------------- | ----------------------------- |
| 1.                            | 4 september 2019              | Djibouti – Swaziland          | 2 – 1                         | Kwalificatie WK 2022          | -                             |                               |
| 2.                            | 10 september 2019             | Swaziland – Djibouti          | 0 – 0                         | Kwalificatie WK 2022          | -                             |                               |
| 3.                            | 9 oktober 2019                | Djibouti – Gambia             | 1 – 1                         | Kwalificatie Afrika Cup 2021  | -                             |                               |
| 4.                            | 13 oktober 2019               | Gambia – Djibouti             | 1 – 1                         | Kwalificatie Afrika Cup 2021  | -                             |                               |
| 5.                            | 7 december 2019               | Djibouti – Somalië            | 0 – 0                         | CECAFA Cup 2019               | -                             |                               |
| 6.                            | 11 december 2019              | Burundi – Djibouti            | 1 – 2                         | CECAFA Cup 2019               | -                             |                               |
| 7.                            | 13 december 2019              | Eritrea – Djibouti            | 3 – 0                         | CECAFA Cup 2019               | -                             |                               |
| 8.                            | 15 december 2019              | Oeganda – Djibouti            | 4 – 1                         | CECAFA Cup 2019               | -                             |                               |
| Totaal                        | Totaal                        | Totaal                        | Totaal                        | Totaal                        | 0                             |                               |

Bijgewerkt tot 4 maart 2021